# Csuthy család
A nemespanni Csuthy család egy Verebélyi széki nemesi család. Pontos eredetük a 18. század előtt nem ismert és ez az ág nem azonos a hasonló vagy azonos írásmódú más családokkal. A család, mivel egyházi nemes volt, értelemszerűen katolikus vallású.
Az adományszerző János Nemespann Alsó-, Közép- és Felső Osztály nevű kuriális részére is adományt szerzett Kollonich Lipót esztergomi érsektől. Az adományba fiát Ferencet íratta bele, mivel jogilag a birtoklása a faluban János felesége Balogh Judit révén volt. Ezen kívül Ferenc volt ekkor az egyedüli élő fiú utódja, mint ahogy a költségkímélés is felmerült érvként az idők folyamán.
Ifjabb János Zsitvagyarmaton (Sziget-) próbált szerencsét, ahol családot alapított, ám fiatalon elhunyt. Ottani birtokjogi viszonyaira egyelőre nincsenek ismert adatok. A legfiatalabb fiútestvér Márton tanulmányai végeztével katonának állt és egyelőre nincs további nyoma.
A maradék 3 fiútestvér - Ferenc, István és György - kor szerint jogilag is megosztoztak az örökségen, melyet csak később rögzíthettek írásban, majd 1730-ban Balogh István, Csuthy Ferenc és István, illetve Bartha András, János és Mihály az Alsó Osztályban, illetve Csuthy Ferenc és István, illetve a Bartha családtagok a Közép Osztályban kaptak új adományt Kristóff Katalin és Balogh János részeire Esterházy Imre érsektől. Mivel a Balogh család érdekelt volt, hosszasan pereskedtek velük. 1742-ben elindult Bezdán (Bács vármegye) betelepítése, ahova a legkisebb fiú György családjával el is költözhetett.
Ferenc fia Márton, elsősorban zálogosításairól ismert. Anyagi gondjainak oka nem ismert, de édesanyja, Ferenc özvegye is többször perben állt Istvánnal. Nagybátyja István próbálta egyben tartani a birtokrészeket, és peres úton visszaszerezni azokat. Csuty István másoknak is kölcsönzött, például az 1750-es években Pallya Antalnak. Fiai Imre és Pál a 19. század elején újabb zálogosításokba kezdtek, elsősorban a Szánthó családnak. István ága azonban fiágon végül kihalt, így a birtokrészek más családokra szálltak. A ma élő leszármazottak Márton elszegényedő ágából valók és egészen a 20. századig ez az ág fiágon szinte mindig egy vonalon öröklődött tovább.
A 20. században Csuthy Béla (1873-1943) gyermekei részt vettek a helyi nemespanni kultúrális életben, melynek eredményeként Sándor (és Béla is) a regionális magyar gazdasági és politikai szervezetek megbecsült tagjai lettek. Sándor a helyi magyar pártszervezetben is szerepet vállalt, végül 1942-1944 között falubíró lett. A második világháborút és a területi visszarendeződést követően egy ideig bebörtönözték, családját kitelepítésre jelölték, majd megfigyelték. Ennek ellenére élete végéig köztiszteletben állt, de politikai és más vezető szerepet a továbbiakban már nem vállalt, egyedül a helyi, végül elhaló Csemadok vezetésében. Fiú testvérei a magyar honvédség kötelékében szolgáltak a második világháborúban. Jenő (1903-1943) valószínűleg elesett a keleti fronton, míg Béla (1908-1973) hosszabb ideig volt szovjet hadifogságban.
Címerhasználat az adott időszakból nem ismert.

## Neves családtagjaik

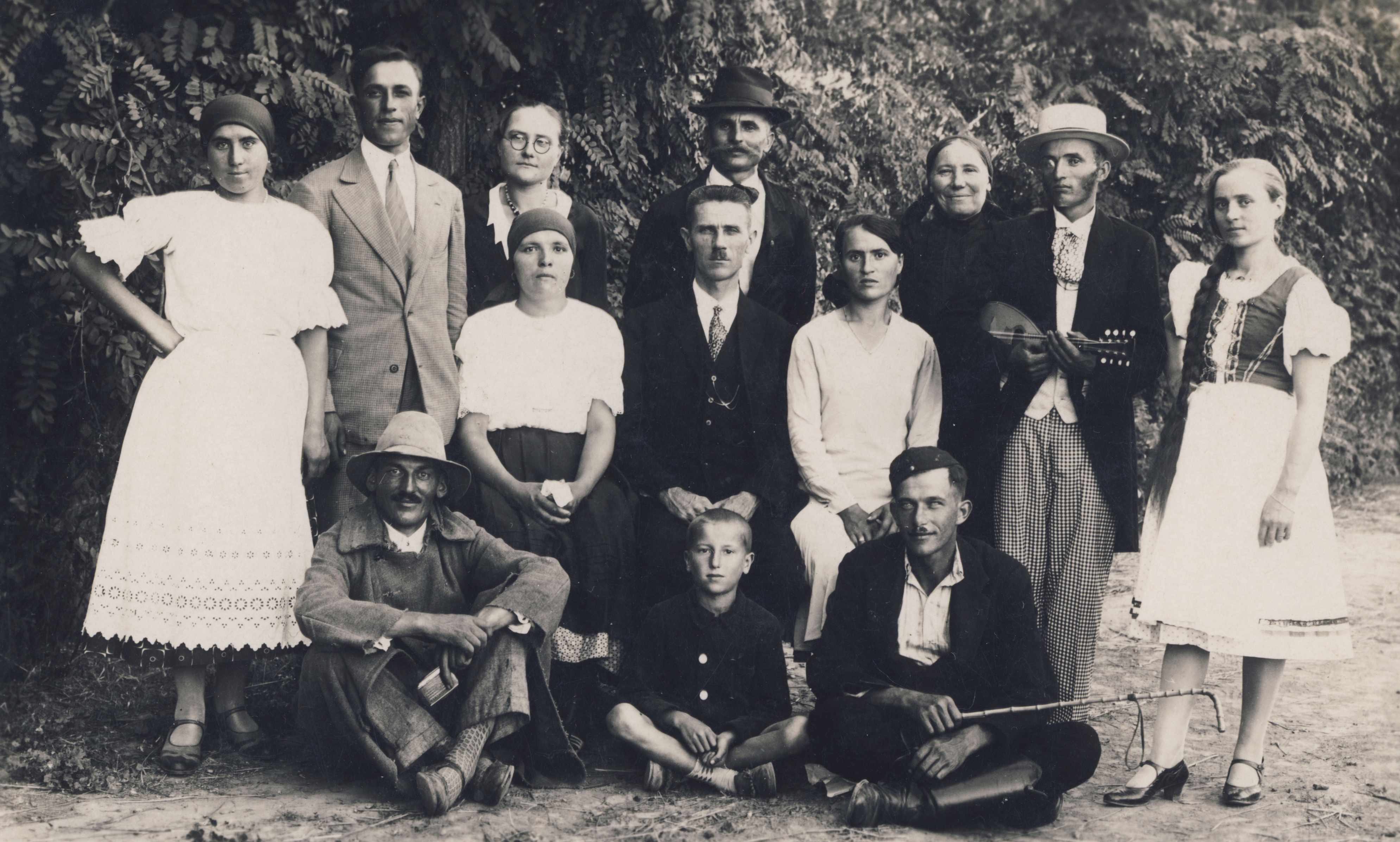
Nemespann magyar színjátszók (1930-as évek eleje)
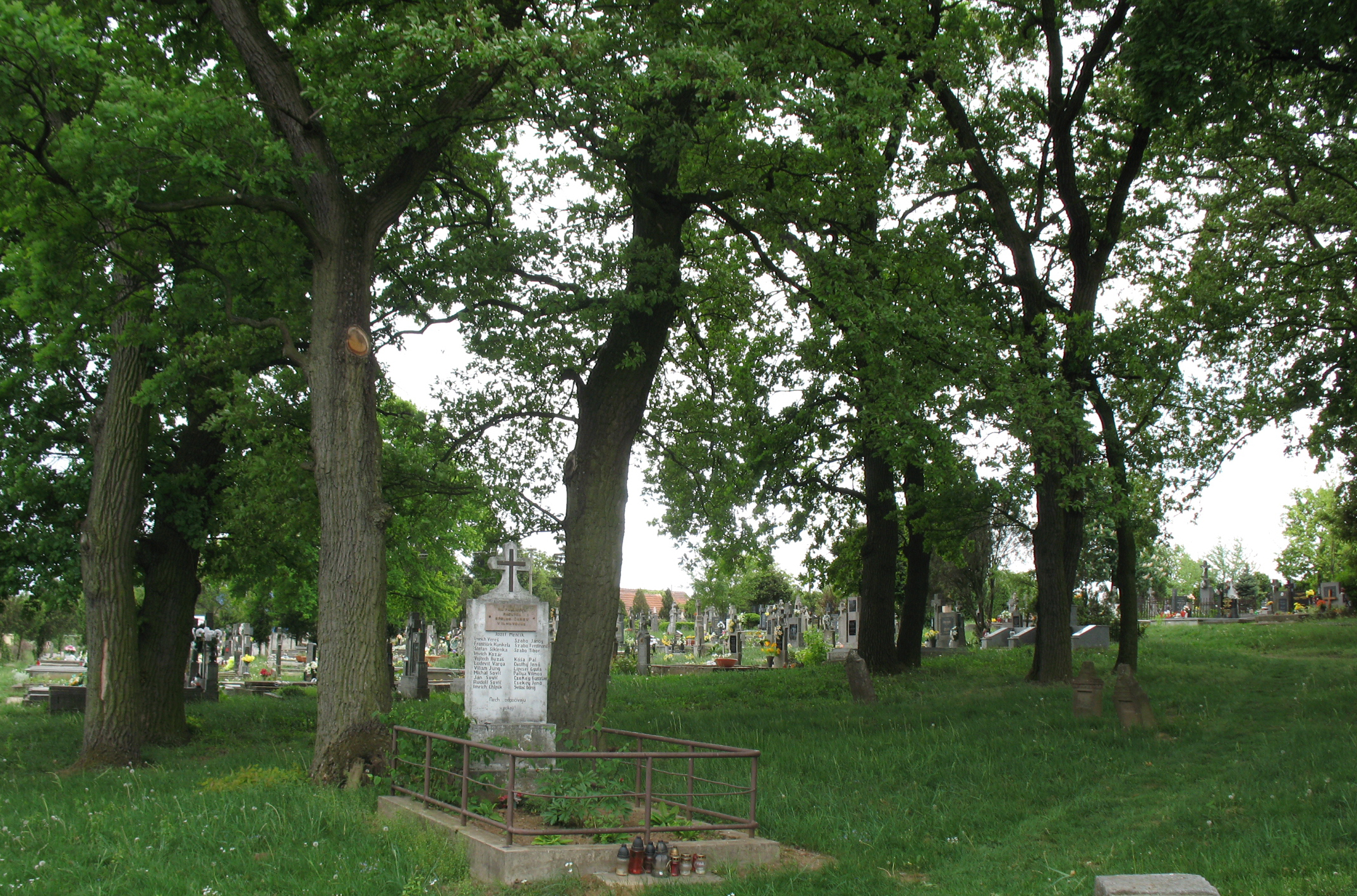
A második világháborús hősi halottak és áldozatok emléksírja Nemespannon (2012)

- Csuthy Sándor (1900-1992) Nemespann falubírója 1942-1944 között, embermentő.[13]
- Csuthy Jenő (1903-1943) hősi halott (eltűnt a doni harcokban)